# Martin-chasseur sacré
Todiramphus sanctus
Espèce
Synonymes
- Halcyon sancta
- Todirhamphus sanctus

Statut de conservation UICN

 LC  : Préoccupation mineure

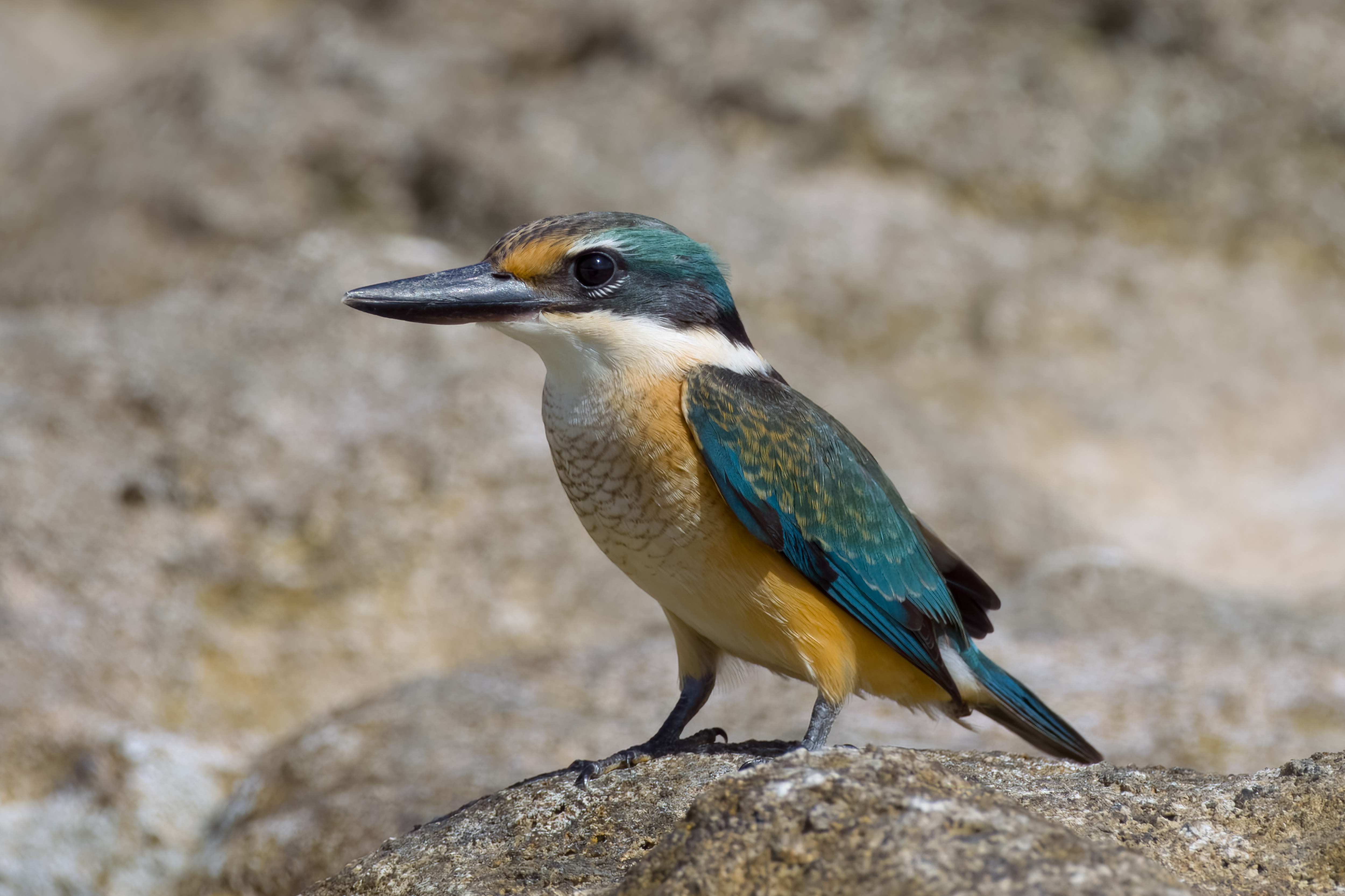
Martin-chasseur sacré juvénile, dans le Capricornia Cays National Park, à l'Île Heron (Australie). Février 2022.

Le Martin-chasseur sacré (Todiramphus sanctus) est une espèce d'oiseaux appartenant à la famille des Alcedinidae.